# المعاريض (وضرة)

تعديل مصدري - تعديل

المعاريض هي إحدى قرى عزلة العميسي بمديرية وضرة التابعة لمحافظة حجة، بلغ تعداد سكانها 207 نسمة حسب تعداد اليمن لعام 2004.